# Umibe no Onnanoko
Umibe no Onnanoko (tiếng Nhật: うみべの女の子 Hepburn: Umibe no Onnanoko? tiếng Việt: Cô gái bên bờ biển) là một manga Nhật Bản, được viết và minh họa bởi Asano Inio.  Bộ truyện kể về hai học sinh cao trung Nhật Bản tham gia vào một mối quan hệ tình dục ngẫu hứng. Manga đã được đăng từng số trên tạp chí Manga Erotics F của Ohta Publishing từ năm 2009 đến năm 2013, và được cấp phép bản quyền tại Bắc Mỹ cho Vertical.

## Cốt truyện
Sato Koume sau khi bị một học sinh cao trung năm cuối tên là Masaki ép buộc để anh ta làm tình bằng miệng vào ngày đầu tiên hẹn hò của họ; Sato Koume đã sử dụng cậu bạn Isobe Keisuke như là một mối quan hệ hồi phục và yêu cầu cậu ta lấy đi trinh tiết của mình. Cả hai bước vào một mối quan hệ tình dục ngẫu hứng, và mặc dù Isobe đã từng thích Sato Koume vào năm lớp bảy nhưng cô gái khi đó lại không có cảm tình với cậu. Kể từ khi cha mẹ của Isobe không còn ở nhà thường xuyên, Sato Koume đã dành thời gian tại nhà cậu ta để đọc manga, nghe âm nhạc, và cùng tham gia vào một cuộc thử nghiệm về tình dục của cả hai. Bị ám ảnh từ sự kiện tự sát của người anh trai, Isobe vẫn tiếp tục tự mình tiếp quản blog anime của anh trai đã mất. Khi Sato Koume nhận được một món quà là chiếc máy ảnh, Isobe đã tặng cô một chiếc thẻ nhớ SD card mà cậu tìm thấy; trong thẻ nhớ, Koume khám phá ra những bức ảnh về một cô gái bên bờ biển và sau đó xóa hết chúng khỏi máy tính Isobe Keisuke với thái độ ghen tuông. Điều này khiến cho Isobe lảng tránh cô, và thời điểm đó Koume chợt nhận ra bản thân đã thích Keisuke nhưng cậu lại chia tay với cô để thoát khỏi sự nhàm chán. Kashima Shota - một học sinh thuộc tuyển thủ bóng chày của trường và là bạn nối khố của Koume - đã đối chất với Isobe sau những tin đồn lan truyền về mối quan hệ giữa hai người họ. Khi bị Isobe khiêu khích, Kashima đã lao tới đẩy ngã cậu ta; và cả hai cùng bị ngã lộn nhào xuống một hàng lan can ở tầng dưới.
Kashima bị thương ở chân, điều này khiến cậu không đủ khả năng để hoàn thành giải đấu bóng chày cấp tỉnh. Koume đi chơi với Masaki và bạn bè của anh ta, nhưng bỏ đi ngay khi anh ta cố gắng ép cô hút thuốc lá và buộc cô phải hôn anh ta. Koume đi thăm Isobe tại nhà của cậu ta, cả hai quan hệ tình dục và Isobe đã nói với cô về ý định tự sát của mình. Koume  gửi một bức thư cho Isobe và mua một bản thu album của ban nhạc Happy End có chứa bài hát "Gather The Wind" (bài hát cô đã nghe tại nhà Isobe) với dự định tặng cho cậu vào ngày lễ hội trường. Isobe tấn công Masaki và nhóm bạn của anh ta, đồng thời gọi cảnh sát đến chỗ họ đang xô xát để cảnh sát có thể tìm thấy cần sa bất hợp pháp trong túi của nhóm Masaki. Vào ngày lễ hội trường - trùng với ngày sinh nhật Isobe và ngày anh trai cậu tự sát - Koume gửi yêu cầu phát bài hát "Gather The Wind", nhưng không biết rằng Isobe đã không đến trường trong ba ngày qua. Kobayashi Keiko, bạn của Koume và cũng là người thầm thích Kashima, đã biểu diễn với Kashima trong một cuộc thi đôi và họ giành chiến thắng; điều đó đã thúc đẩy Kobayashi Keiko hỏi Kashima về tình cảm của cậu dành cho cô. Koume liều lĩnh tìm Isobe trong cơn bão, nhưng không thấy cậu ở nhà, cùng một dòng chú thích được dính lại với chữ "xin lỗi". Khi Koume nhìn thấy một Isobe vui vẻ một tuần sau đó, Isobe nói với cô rằng cậu đã gặp cô gái trong những bức ảnh  và xin được địa chỉ e-mail của cô gái đó. Koume thú nhận tình cảm của mình với Isobe và hỏi cậu, nhưng cậu đã từ chối. Ở trường cao trung, Koume đã có người bạn trai mới tên là Katsutoshi Otsu, người mà cô đã hôn. Trên đường về nhà, cô gặp lại Kashima và cậu đã tiết lộ rằng cậu vẫn còn tình cảm dành cho cô. Bên bờ biển, cô đã hét lên rằng mình đã tìm thấy được những điều mà bản thân còn đang tìm kiếm: "một cái gì đó lớn hơn hẳn những thứ khác, biển!".

## Sáng tác
Khi bắt đầu sáng tác manga, Asano Inio cảm nhận các vấn đề liên quan đến giới tính giống như những điều bình thường trong cuộc sống; do đó Asano Inio đã sử dụng nó để miêu tả sinh động tính chất hiện thực trong tác phẩm của bản nhân. Asano Inio cảm thấy đã tạo ra tác phẩm Umibe no Onnanoko vào đúng thời điểm, bởi vì sau đó Asano Inio đã thấy bản thân ở trong một môi trường không thuận lợi tại Nhật Bản và cả với những người đọc manga để khám phá thêm các vấn đề tình dục. Shaenon K. Garrity của Anime News Network nhận thấy rằng việc để lộ ra lông mu trong manga là "một dấu hiệu của những lần thay đổi trong việc xuất bản tại Nhật Bản" bởi vì chúng đã từng bị cấm đoán.

## Phát hành
Manga được giới thiệu lần đầu trên tạp chí Manga Erotics F của Ohta Publishing, và được đăng từng số từ ngày 7 tháng 7 năm 2009 trong số báo thứ 58 đến ngày 7 tháng 1 năm 2013 trong số báo thứ 77. Ohta Publishing đã tuyển tập 22 chương thành 2 tập vào ngày 17 tháng 3 năm 2011 và ngày 21 tháng 2 năm 2013. Tại Genericon 2015, Vertical đã công bố mua bản quyền cấp phép của manga, xuất bản manga dưới dạng ấn bản một tập đơn nhiều đề mục vào ngày 19 tháng 1 năm 2016. Manga cũng đã được phát hành tại Pháp bởi Éditions IMHO, tại Đức bởi Tokyopop, tại Tây Ban Nha bởi Milky Way Ediciones, tại Đài Loan bởi Taiwan Tohan.

## Đón nhận
Silverman Rebecca của Anime News Network thấy rằng sự miêu tả về những mối quan hệ thời thanh xuân ở manga mang tính hiện thực, và cách xử lý của Asano Inio có sự tôn trọng với các nhân vật, nhận xét rằng "nó không né tránh những vấn đề tình cảm của chính nó". Peralta Gabe của The Fandom Post nói rằng manga là "một cuộc dạo chơi nhiều dư vị cảm xúc về những đứa trẻ bị bể vỡ cảm xúc" cùng với "những hiệu ứng thị giác tuyệt đẹp". Vail Amanda của Otaku USA khen ngợi nét vẽ của Asano Inio, gọi nó là lộng lẫy tráng lệ và tỉ mỉ; nói rằng sự tương phản của nó với mối quan hệ giữa Koume and Keisuke đã tạo thành một sự "chua cay, gần như buồn chán đau đớn". Brown Ash của Manga Bookshelf gọi sự miêu tả về tình dục tuổi niên thiếu ở manga là "thẳng thắn", nhưng "tách rời câu chuyện" bởi vì họ "mang theo có nghĩa là vượt quá sự kích thích cho phép". Brown Ash cũng gọi manga là "tàn nhẫn bất an và gây xúc phạm tổn thương", kết luận rằng các chủ đề về sự cô đơn và cô độc của manga đã được nhấn mạnh bằng "những phần hậu cảnh chi tiết, phối cảnh gây xúc cảm mạnh mẽ, bố cục và cách sử dụng không gian" của Asano Inio. Hennum Shea của The A.V. Club khen ngợi về cách viết trong "khả năng [của nó] để kết xuất ra những mối quan hệ phức tạp", nói rằng thay vì lăn xuống chủ nghĩa hư vô thì Asano Inio duy trì một sự cân bằng giữa phiền muộn và chủ nghĩa duy tâm. Hennum Shea kết luận rằng manga "đã gây được phấn khích bởi cách thức quan sát sâu sắc của Asano Inio về cảm xúc con người, cùng với sự chạm trán của anh và kết xuất đồ họa tuyệt đẹp của nó". Rogers Sean của The Globe and Mail đã so ánh manga với hai bộ phim điện ảnh Fat Girl và Kids trong cách nó "đề cập một cách dứt khoát và trung thực với chủ đề giới tính của các nhân vật trẻ", gọi cách tiếp cận của Asano Inio là "hoang sơ và thản nhiên, nhưng không bao giờ tục tĩu". Rogers Sean cũng gọi mối quan hệ của những nhân vật chính là "mãnh liệt" và khen ngợi "sức mạnh diễn đạt" của nét vẽ. Page Elliot của UK Anime Network podcast đã gọi manga là ám ảnh và rậm rạp, nói rằng manga "đã đi đến những nơi với nhiều sự săn sóc, tôn trọng và cả sự hiểu biết ở bên trong tuyến nhân vật và hoàn cảnh của họ". Page Elliot cũng gọi nét vẽ là lộng lẫy đẹp đẽ và khen ngợi phần hậu cảnh, đối chiếu cách thức manga tạo ra một "kích cỡ bỏ túi" với Aku no Hana.
Manga là một phần của Sélection Officielle tại Lễ hội truyện tranh quốc tế Angoulême 2016.